# Seguro de motocicleta
Un seguro de moto es un contrato de seguro destinado a cubrir los riegos creados por la conducción de motocicletas.
La Ley prohíbe la circulación de una motocicleta que carezca del seguro de responsabilidad civil obligatorio en España. Dicho seguro responde a la modalidad más básica de contratación, y proporciona la cobertura del propietario y el conductor de la moto –si se da el caso de que no sean la misma persona- por los daños que causen a terceros en un siniestro.
Además de la modalidad básica obligatoria, existen otras ampliaciones del seguro de Responsabilidad Civil que son voluntarias, cubriendo las posibles indemnizaciones a terceros más allá de lo incluido en el seguro obligatorio.
Históricamente, en las motos no ha habido seguro a todo riesgo, con diversas garantías como la cobertura de daños propios al conductor, debido a que las motocicletas se han considerado tradicionalmente como los vehículos más inseguros y propensos a la siniestralidad. El progresivo descenso de accidentes de moto a lo largo de los años han provocado que las compañías de seguros hayan ampliado su oferta de seguros de moto, tanto en cantidad como en variedad.
Existen diversas variedades de seguro de motocicleta, que ofrecen distintas coberturas y garantías, generalmente incluidas en los citados seguros a todo riesgo.

## Garantías optativas de los seguros de moto
- Garantía de asistencia en avería desde el km cero
- Garantía en caso de robo de moto
- Garantía de accidentes del conductor
- Garantía ante incendio, explosión o rayo
- Defensa jurídica y reclamación de daños
- Garantía en caso de retirada del carnet
- Garantía de pérdida de puntos

## Personas que intervienen en el contrato de un seguro de moto
Como en todo contrato, en las pólizas de seguro de moto intervienen varias figuras. En muchos casos, varias de dichas figuras coinciden en una única persona.
- La compañía aseguradora: Es la empresa que ofrece el seguro de moto. A cambio de cobrar la prima que se ha acordado, se responsabiliza de pagar las indemnizaciones si se produce un siniestro.

- El tomador del seguro: Se trata del titular de la póliza. Es la persona que figura como responsable ante la Ley del cumplimiento de los deberes y obligaciones relacionados con el contrato del seguro de moto.

- El asegurado: En los casos especiales en los que el asegurado y el tomador no se traten de la misma persona, el asegurado será la persona que ostente el derecho esencial del cobro de la indemnización en caso de siniestro de moto.

- El beneficiario: La persona escogida específicamente para recibir el pago de las indemnizaciones.

- El propietario: Es el dueño de la moto que se asegura en la póliza. Su papel dentro del contrato del seguro tiene una relevancia limitada, pero es el responsable del vehículo en cuestiones como el pago de impuesto de circulación, o si se produce un siniestro y el conductor de la moto no responde ante la Ley.

- El conductor: La persona que conduce la moto que figura en la póliza. Posee la responsabilidad civil de todos los riesgos que se puedan producir cuando conduce la moto asegurada, y de los daños que se produzcan a terceros mientras la moto circula.

## Estadísticas de siniestralidad de motos en España
La alta siniestralidad de las motos en España ha sido algo tradicional a lo largo de los años, si bien esta tendencia ha cambiado. De 2008 a 2011, la siniestralidad se ha reducido en un 43%, según Anesdor. Por otro, según datos de la ICEA -Investigación Cooperativa entre Entidades Aseguradoras y Fondos de Pensiones-, el 66% de los accidentes con coche y moto son causados por los coches.
Por edad, la mayor siniestralidad recae en los conductores de entre 15 y 21 años, decreciendo en el tramo que va entre los 21 y los 35. Cobra especial relevancia la frecuencia de accidentes entre los conductores que tienen un solo año de carnet de conducir, descendiendo notablemente a lo largo de los diez primeros años de carnet.
En cuanto a cilindradas, la siniestralidad es un 15% más frecuente que la media en motos de 50cc, si bien la gravedad o coste de los siniestros entre motos más potentes es considerablemente más alta, en especial entre las motocicletas de 500cc, donde la gravedad de los accidentes se sitúa por encima del ratio de los vehículos en general.
Por otro lado la siniestralidad también varía según la región, existiendo provincias con más localización de siniestros provocados por motocicletas, como es el caso de Melilla –tres veces por encima del índice medio español-, Las Palmas o Pontevedra, siendo también relevante el riesgo de siniestro en Cádiz y Ceuta –con un índice alrededor de 1,4 por encima de la media-.
En el lado opuesto, las provincias que destacan por su baja siniestralidad son Ávila, Segovia y Soria, cuyos índices de siniestralidad se sitúan alrededor del 70% por debajo de la media española.

## Modelos de distribución de seguros
En el entorno de los seguros de moto, cabe destacar los siguientes modelos:
- Mediadores: Se trata de terceras personas, profesionales del mundo del seguro, que cumplen con los requisitos legales y colaboran con las compañías aseguradoras para la distribución de sus productos. Su labor es dar a conocer el seguro, presentar la póliza ante elasegurado para que la firme y gestionar toda la relación del cliente con la compañía de seguros en caso de que se produzca un siniestro.

- Directas: De creación relativamente reciente, las compañías aseguradoras directas se suelen denominar también como “telefónicas” o de “seguros online”. Su creciente presencia en el mercado del seguro se debe a que proponen un nuevo modelo de gestión que posibilita el contacto entre la aseguradora y el cliente de forma directa y ágil, sin procesos intermedios.